# Pedro Pablo Hernández
Pedro Pablo Hernández (São Miguel de Tucumã, 24 de outubro de 1986) é um futebolista profissional argentino naturalizado chileno que atua como meia. Atualmente, defende o Independiente.

## Carreira

### Atlético Tucumán
Pedro Pablo Hernández se profissionalizou Atlético Tucumán, em 2006.

### Celta
Pedro Pablo Hernández se transferiu ao Celta de Vigo, em 2014.

### Independiente
Em 2018, com o fim do seu contrato com o Celta, Hernandez fechou com o Independiente de Avellaneda.

## Títulos
Atlético Tucumán
- Torneo Argentino A: 2007-08

O'Higgins
- Campeonato Chileno: Apertura 2013
- Supercopa do Chile: 2014

Seleção Chilena
- Copa América: 2016